# وحید میرزاده
سید محمد وحید میرزاده (متولد ۲ فروردین ۱۳۳۷ - درگذشت ۸ اسفند ۱۳۹۰)، یکی از فعالان ملی-مذهبی و روزنامه‌نگار ایرانی بود. وی عضو فعال جنبش مسلمانان مبارز و شورای فعالان ملی-مذهبی ایران محسوب می‌شد. محمد وحید میرزاده ، یکی از روزنامه‌نگاران ایران فردا، مقاله‌نویس و مهندس عمران بود. از او به عنوان مؤسس شورای تحریریه نام برده می‌شود.

## زندگی
وحید میرزاده، در فروردین ماه ۱۳۳۷ در کرمانشاه متولد شد. پدرش سید محمود از تاجران کرمانشاه و مادرش احترام نیز دختر کاظم صمدی از تاجران آن شهر بود. میرزاده تحصیلات ابتدایی تا دبیرستان خود را در کرمانشاه انجام داد و پس از آن مدرک مهندسی خود را در رشتهٔ عمران از دانشگاه امیرکبیر (پلی‌تکنیک تهران) دریافت کرد. وی در بهمن ۱۳۶۱ با زهرا رشیدی ازدواج کرد که حاصل آن، دو دختر به نام‌های مونا و مینا است.
میرزاده فعالیت سیاسی خود را با عضویت در «جنبش مسلمانان مبارز» آغاز کرد. در سال‌های ۱۳۶۷–۱۳۷۰ در چاپ و انتشار گاهنامهٔ «احیاء» به همت حسن یوسفی اشکوری ایفا کرد. پس از آن، از خرداد ماه ۱۳۷۱ عضو مؤسس تحریریه و دبیر سرویس تاریخ نشریهٔ «ایران فردا» به مدیر مسئولی عزت‌الله سحابی شد و تا زمان توقیف در اردیبهشت ماه ۱۳۷۹، به فعالیت در این نشریه ادامه داد. این مجله به تدریج از دو ماهنامه به یک ماهنامه و دو‌‌هفته‌نامه تبدیل شد. از منظر میرزاده «ایران فردا» در واقع در پی پاسخگویی به نیازهای فکری و سیاسیِ بخش خاموشی از جامعهٔ ایرانی بود که می‌خواستند به مسائل، در چارچوب منافع ملی و انسانی و با دیدِ کارشناسی و درازمدت و منطقی نگاه کنند و از برج عاج آرمان‌گرایی و شور و شعف انقلابی به واقعیت‌های اجتماعی سقوط کنند. میرزاده در طول مدت انتشار ایران فردا، کوشش کرد تا تاریخ شفاهی بخش‌هایی از تاریخ معاصر ایران را با تمرکز بر نهضت مقاومت ملی ایران و کودتای ۱۳۳۲ تدوین نماید. او برای انتقال تجربیات از نسلی به نسل دیگر به انجام گفت‌وگوهای مفصلی با شخصیت‌های سیاسی-تاریخی مختلف مبادرت نمود و حاصل کار خود را در کتابی تحت عنوان «تداوم حیات سیاسی در اختناق: تاریخ شفاهی نهضت مقاومت ملی ایران» به چاپ رسانید.

## گرایش به خط محمد مصدق
علاقه و ارادت ویژهٔ میرزاده به دکتر محمد مصدق، ریشه در مطالعات و پژوهش‌های گستردهٔ او در تاریخ معاصر ایران دارد. به زعم میرزاده، «دکتر مصدق را می‌توان به جرأت جلودار مردم‌سالاری در ایران امروز دانست.» او همچنین اعتقاد داشت که «سرنگونی دولت مصدق تنها برکناری یک هیئت دولت و به قدرت رسیدن جناحی دیگر با هر دستاویزی نبود، بلکه این رخداد به مفهوم از میان رفتن نخستین اقدام عملی برای برپایی سامانهٔ دموکراسی در ایران بود. یعنی زیان وارده تنها به یک مقطع زمانی در گذشته محدود نمی‌شد، بلکه این زیان به صورت پیوسته در آیندهٔ ایران همواره بروز کرد.»
میرزاده در پاسخ به منتقدان دکتر مصدق اظهار داشت که توصیف او به عنوان فردی آرمان‌خواه، ذهنی‌گرا و سنتی نادیده گرفتن برخی واقعیت‌هاست. به گفته‌ی او، مصدق در تلاش برای محدود کردن قدرت شاه و دربار، موفق شد در دیوان بین‌المللی لاهه رأیی علیه دولت بریتانیا به نفع ایران کسب کند. وی این اقدام را بدون تکیه بر شعارهای غیرعملی و از طریق رویکرد دیپلماتیک انجام داد. انتخاب مصدق به عنوان مرد سال توسط برخی مطبوعات غربی و رأی مثبت قاضی بریتانیایی به نفع ایران، به باور میرزاده، نشانگر واقع‌بینی او در عرصه سیاست بود.
وقوف نسبت به هویت تاریخی خود، تنها به پاسداشت مجاهدت‌های محمد مصدق در مسیر آزادی و استقلال این مرزوبوم محدود نشد و میرزاده در سالیان بعد در تدوین آثار و خدمات عزت‌الله سحابی نیز ایفاگر نقشی مهم بود. به باور میرزاده، سحابی «به راستی عزت ایران و ایرانی است» و «علاقهٔ دوستان به سحابی تنها از زاویه سابقه و سواد سیاسی یا تحمل زندان یا دیدگاه بلند و داشتن تحلیل واقعی محدود نمی‌شود؛ بلکه نگاه انسانی او مجذوب‌کننده دل‌های علاقه‌مندان است.»

## نامزدی در انتخابات مجلس
میرزاده به عنوان یکی از اعضای هستهٔ مرکزی تشکل ملی-مذهبی، نامزد نمایندگی مجلس ششم از حوزهٔ انتخابیهٔ کرمانشاه شد. با این حال، شرایط به گونه‌ای پیش رفت که با وجود تأیید صلاحیت او توسط شورای نگهبان، شب قبل از برگزاری انتخابات از رد صلاحیت خود مطلع گردید و در نتیجه، از ادامهٔ مسیر انتخابات بازماند.
وحید میرزاده، فعالیت سیاسی و مطالعات تاریخ معاصر ایران را در کنار فعالیت در حوزهٔ تحصیلی خود، یعنی مدیریت و اجرای پروژه‌های ساختمانی متعدد ادامه داد و به عنوان مهندس عمران نیز به فعالیت پرداخت. افزون بر این وی تا زمان فوت نابهنگام خود عضو شورای فعالین ملی- مذهبی و همچنین عضو فعال شورای اصلاح‌طلبان کُرد بود.
در سالیان آخر حیات، محور تمرکز میرزاده به مسائل مربوط به اقوام و دغدغهٔ حفظ تمامیت ارضی ایران معطوف شده بود و به همین دلیل وی تحقیقات گسترده‌ای را در این خصوص انجام داد.

## مرگ
در دی ۱۳۹۰ مبتلا به سرطان پیشرفته ریه شد و علی‌رغم انجام عمل جراحی و شیمی‌درمانی، تنها با گذشت مدت کوتاهی در ۸ اسفندماه همان سال درگذشت. وی پس از عزت‌الله سحابی، هاله سحابی و هدی صابر، چهارمین کنشگر ملی مذهبی بود که در سال ۱۳۹۰ درگذشت.
اعضای جبهه ملی، شورای هماهنگی اصلاح طلبان کرد، سید محمد خاتمی و کمیسیون پژوهش‌های تاریخی کانون آینده نگری ایران درگذشت وحید میرزاده را تسلیت گفتند.